# Tone Lōc

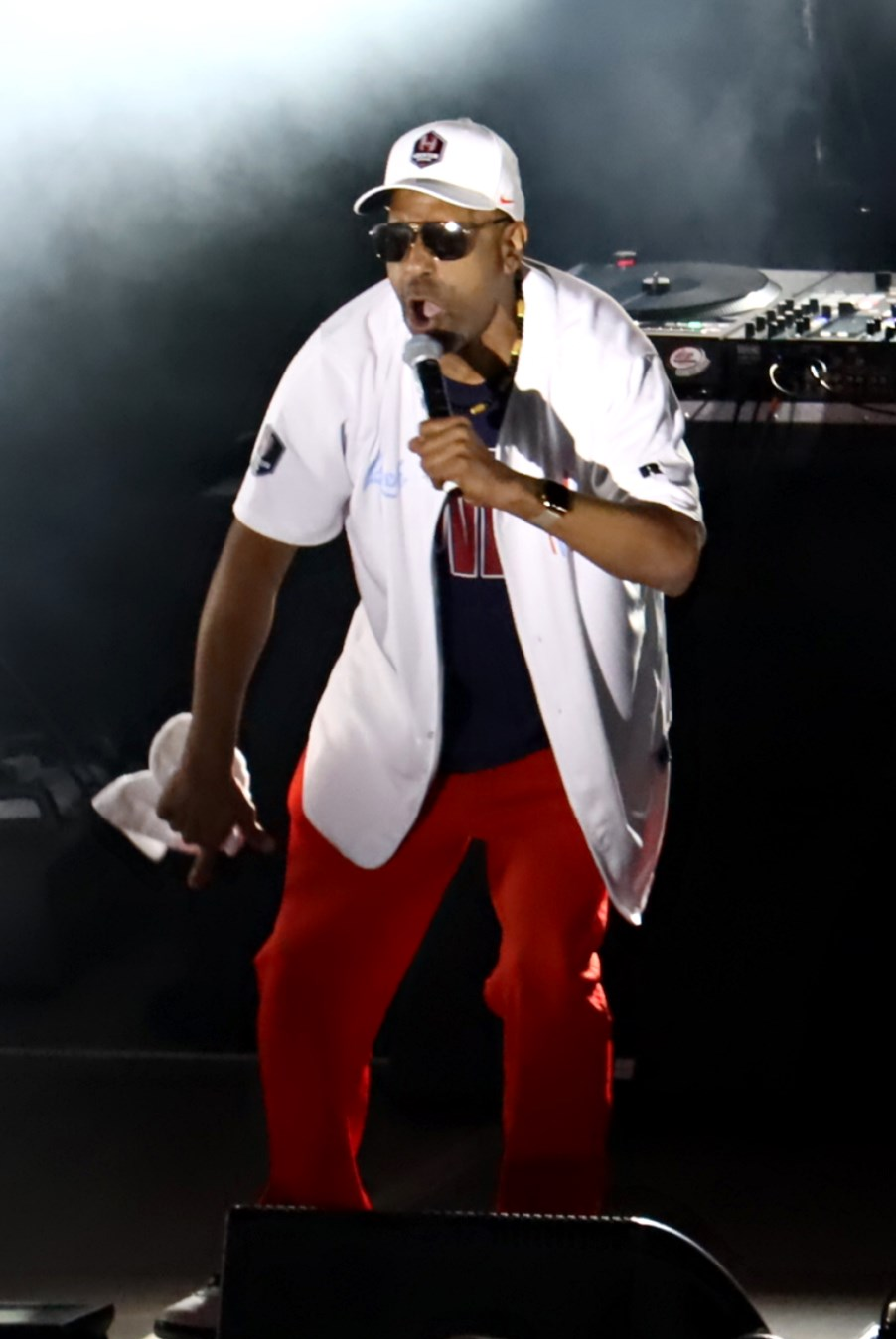
Tone Lōc (2023)

Tone Lōc, auch Tone Loc und Tone-Lōc, eigentlich Anthony Terrell Smith (* 3. März 1966 in Los Angeles, Kalifornien), ist ein US-amerikanischer Hip-Hop-Musiker, Rapper, Songwriter und Schauspieler, der vor allem durch seine 1989 erschienenen Hitsingles Funky Cold Medina und Wild Thing bekannt wurde. Ein Markenzeichen ist seine rauchige bis heisere Stimme.
Der Name Tone Loc leitet sich von dem Spitznamen „Antonio Loco“ her, den Smith in seiner Jugend bekam, häufig wird er auch mit Makron als Tone Lōc geschrieben. Zu Beginn seiner Karriere war er einer der ersten Rapper der amerikanischen Westküste.

## Biografie
Smith wuchs in gutbürgerlichen Verhältnissen auf und besuchte die Hollywood Professional School, auf der u. a. auch schon Bobby Driscoll, Tatum O’Neal und Mickey Rooney Schüler waren. Durch Gitarrenunterricht und die Leidenschaft für Funk fand Smith den Weg zum Rap und wurde nach Abschluss des Junior College Mitglied des Trios Triple A. Als Solokünstler beschäftigte er sich mit dem Programmieren von Computern und entwickelte seinen Rap-Stil weiter. Tone Locs erste Single On Fire wurde 1988 veröffentlicht, wurde aber kein Charthit.
Ende 1988 erschien die zweite Single Wild Thing in den USA und kletterte dort auf Platz zwei der Single-Charts. Zu Beginn des Jahres 1989 folgte die Veröffentlichung des Liedes in Europa, wo es sich u. a. in der deutschen (Platz 18), der Schweizer (Platz 23) und der britischen Hitparade (Platz 21) platzieren konnte. Die Folgesingle Funky Cold Medina stieg im Frühjahr 1989 zunächst auf Platz 3 in den Vereinigten Staaten, kurze Zeit später auch in die Charts in Deutschland (Platz 7) sowie in Österreich, der Schweiz und im Vereinigten Königreich (alle drei Platz 13). Wild Thing wurde in den USA mit Doppelplatin, Funky Cold Medina mit Platin ausgezeichnet.
Das Album Lōc’ed After Dark, auf dem die bisherigen Hitsingles enthalten sind, kam im März des Jahres in den Handel, erreichte Platz 1 der amerikanischen Billboard-Charts und bekam dafür Doppelplatin. Auch in Europa stellte sich großer Erfolg ein. Dort stieg die Platte in die deutschen Top 20, die österreichischen Top 10 sowie in die Schweizer und britischen Top 30. Mit I Got It Goin’ On folgte im Spätsommer eine weitere Auskopplung, die es lediglich im Vereinigten Königreich in die Single-Hitparade schaffte.
Cool Hand Lōc heißt das 1991 erschienene zweite Studioalbum, mit dem Tone Lōc nicht an den Erfolg des Vorgängers anknüpfen konnte. Abgesehen von einem einwöchigen Aufenthalt in der Album-Hitparade Österreichs (Platz 39) konnte sich der Longplayer nicht in den internationalen Charts behaupten. Die Auskopplung All Through the Night erklomm lediglich eine untere Position in den USA (Platz 80).
Bis 1994 erschienen noch einige Singles, darunter Remixe der beiden größten Hits. Funky Cold Medina ’Y2k, ein Mix der Brüder Alex und Stephan Zind aus Frankfurt, die unter dem Namen ZZ Bros. produzierten, erreichte 1999 die deutschen und österreichischen Top 40. Weitere Charterfolge gab es nicht.
Bekannt ist Tone Lōc neben der Musik auch als Schauspieler in den Filmen Ace Ventura – Ein tierischer Detektiv, Posse – Die Rache des Jessie Lee und Titan A.E. sowie in der Reality-Show Superstar USA.
2003 war Lōc auf dem Album FeFe Dobson von Fefe Dobson mit dem Rap zu Rock It, Till You Drop It vertreten. 2012 erschien das Album Tone Lōc & Friends.

## Diskografie

### Alben
| Jahr | Titel             | Höchstplatzierung, Gesamtwochen, AuszeichnungChartplatzierungen (Jahr, Titel, Platzierungen, Wochen, Auszeichnungen, Anmerkungen) | Höchstplatzierung, Gesamtwochen, AuszeichnungChartplatzierungen (Jahr, Titel, Platzierungen, Wochen, Auszeichnungen, Anmerkungen) | Höchstplatzierung, Gesamtwochen, AuszeichnungChartplatzierungen (Jahr, Titel, Platzierungen, Wochen, Auszeichnungen, Anmerkungen) | Höchstplatzierung, Gesamtwochen, AuszeichnungChartplatzierungen (Jahr, Titel, Platzierungen, Wochen, Auszeichnungen, Anmerkungen) | Höchstplatzierung, Gesamtwochen, AuszeichnungChartplatzierungen (Jahr, Titel, Platzierungen, Wochen, Auszeichnungen, Anmerkungen) | Höchstplatzierung, Gesamtwochen, AuszeichnungChartplatzierungen (Jahr, Titel, Platzierungen, Wochen, Auszeichnungen, Anmerkungen) | Anmerkungen                                                     |
| Jahr | Titel             | DE | AT | CH | UK | US | R&B | Anmerkungen                                                     |
| ---- | ----------------- | --- | --- | --- | --- | --- | --- | --------------------------------------------------------------- |
| 1989 | Lōc’ed After Dark | DE15 (29 Wo.)DE | AT10 (8 Wo.)AT | CH30 (1 Wo.)CH | UK22 (16 Wo.)UK | US1 ×2Doppelplatin · (42 Wo.)US                                                                                                   | R&B3 (28 Wo.)R&B | Produzenten: Matt Dike, Michael Ross, The Dust Brothers         |
| 1991 | Cool Hand Lōc     | — | AT39 (1 Wo.)AT | — | — | — | R&B46 (15 Wo.)R&B | Erstveröffentlichung: 1991 Produzenten: Matt Dike, Michael Ross |

### Kompilationen
- 1990: Superfly Sampler (mit Tracks von Uzi Bros., Tone Lōc und Eazy-E)
- 1992: Music from the Motion Picture Soundtrack Bebe’s Kids (Immature / Bebe’s Kids & Tone Loc, Promo-Single-Kompilation)
- 2002: The Essentials
- 2003: Wild Thing and Other Hits
- 2013: Non-Stop Hits

### Singles
| Jahr | Titel Album                              | Höchstplatzierung, Gesamtwochen, AuszeichnungChartplatzierungen (Jahr, Titel, Album, Platzierungen, Wochen, Auszeichnungen, Anmerkungen) | Höchstplatzierung, Gesamtwochen, AuszeichnungChartplatzierungen (Jahr, Titel, Album, Platzierungen, Wochen, Auszeichnungen, Anmerkungen) | Höchstplatzierung, Gesamtwochen, AuszeichnungChartplatzierungen (Jahr, Titel, Album, Platzierungen, Wochen, Auszeichnungen, Anmerkungen) | Höchstplatzierung, Gesamtwochen, AuszeichnungChartplatzierungen (Jahr, Titel, Album, Platzierungen, Wochen, Auszeichnungen, Anmerkungen) | Höchstplatzierung, Gesamtwochen, AuszeichnungChartplatzierungen (Jahr, Titel, Album, Platzierungen, Wochen, Auszeichnungen, Anmerkungen) | Höchstplatzierung, Gesamtwochen, AuszeichnungChartplatzierungen (Jahr, Titel, Album, Platzierungen, Wochen, Auszeichnungen, Anmerkungen) | Anmerkungen                                                                                                   |
| Jahr | Titel Album                              | DE | AT | CH | UK | US | R&B | Anmerkungen                                                                                                   |
| ---- | ---------------------------------------- | --- | --- | --- | --- | --- | --- | --- |
| 1988 | Wild Thing Lōc’ed After Dark             | DE18 (19 Wo.)DE | — | CH23 (5 Wo.)CH | UK21 (8 Wo.)UK | US2 ×2Doppelplatin · (25 Wo.)US | R&B3 (19 Wo.)R&B | Autoren: Matt Dike, Michael Ross, Anthony Smith, Marvin Young mit Zitat aus Jamie's Cryin von Van Halen, 1978 |
| 1989 | Funky Cold Medina Lōc’ed After Dark      | DE7 (22 Wo.)DE | AT13 (18 Wo.)AT | CH13 (8 Wo.)CH | UK13 (9 Wo.)UK | US3 Platin · (18 Wo.)US | R&B7 (15 Wo.)R&B | Autoren: Matt Dike, Michael Ross, Marvin Young                                                                |
| 1989 | I Got It Goin’ On Lōc’ed After Dark      | — | — | — | UK55 (2 Wo.)UK | — | R&B59 (7 Wo.)R&B | Autoren: Matt Dike, Michael Ross, Anthony Smith                                                               |
| 1991 | All Through the Night (EP) Cool Hand Lōc | — | — | — | — | US80 (7 Wo.)US | R&B16 (16 Wo.)R&B | Autoren: Anthony Smith, Eric Johnson, Tony Joseph                                                             |
| 1999 | Funky Cold Medina ’Y2k –                 | DE38 (9 Wo.)DE | AT32 (9 Wo.)AT | — | — | — | — | Tone Lōc meets ZZ Bros. Produzenten: Alexander Zind, Stephan Zind                                             |

Weitere Singles
- 1988: On Fire
- 1990: There’s a Riot Jumpin’ Off / Cheeba Cheeba (Uzi Bros. / Tone Lōc)
- 1991: Mean Green / Funky Westside / Cheeba Cheeba (Remix) (12inch)
- 1992: Cool Hand Lōc
- 1993: Posse Love
- 1993: Hit the Coast
- 1993: Funky Westside
- 1994: Ace Is in the House
- 1998: Wild Thing / Cheeba Cheeba / Lōc’ed After Dark (12inch)
- 1999: Wild Thing ’Y2K (Tone Lōc meets ZZ Bros.)
- 2002: The Witch (Rattles vs. Tone-Lōc)
- 2007: Wild Thing Peaches RMX

### Videoalben
- 1991: All Through the Night (VHS)
- 2007: Tone Loc TV (DVD)
- 20??: Tone Loc TV, Vol. 2  (DVD)

## Filmografie
- 1990: Ford Fairlane – Rock ’n’ Roll Detective (The Adventures of Ford Fairlane)
- 1990: The Return of Superfly
- 1992: FernGully – Christa und Zaks Abenteuer im Regenwald (FernGully: The Last Rainforest)
- 1992: Bebe’s Kids
- 1993: Posse – Die Rache des Jessie Lee (Posse)
- 1993: Poetic Justice
- 1993: Surf Ninjas
- 1993: A Cool Like That Christmas
- 1994: Mac Millionär – Zu clever für ’nen Blanko-Scheck (Blank Check)
- 1994: Car 54, Where Are You?
- 1994: Ace Ventura – Ein tierischer Detektiv (Ace Ventura: Pet Detective)
- 1995: Heat
- 1995: News Radio
- 1996: Agent 00 – Mit der Lizenz zum Totlachen (Spy Hard)
- 1996: C-Bear and Jamal
- 1997: Fakin’ Da Funk
- 1998: Freedom Strike
- 2000: Whispers: An Elephant’s Tale
- 2000: Titan A.E.
- 2001: They Crawl
- 2001: Deadly Rhapsody
- 2002: Virtual Storm – Unwetter der Vernichtung (Storm Watch)
- 2002: Static Shock
- 2005: Yes, Dear
- 2006: Totally Awesome